# Мільтініс Юозас

Скульптура Юозаса Мільтініса біля однойменного Театру у Паневежисі

Юозас Мільтініс (3 вересня 1907, Акмяне, Литва — 13 липня 1994, Паневежис, Литва) — литовський театральний режисер, актор і засновник Драматичного театру в Паневежисі. Вихованець французької театральної школи.

## Біографія
1922–1925 навчався у Векшняйській гімназії, в 1926–1927 — в Каунаській єзуїтській гімназії.
1931 закінчив драматичну студію при Каунаському драматичному театрі. 1928 вперше вийшов на сцену в опері Джузеппе Верді «Аїда». 1931–1932 працював в Шяуляйському драматичному театрі.
1932 виїхав до Франції, де вивчав кіномистецтво і мистецтво театру, відвідував художню школу у Луврі, слухав лекції в Сорбонні. З 1932 по 1936 Мільтініс навчався безпосередньо в Парижі, в школі театрального мистецтва, яку вів Шарль Дюллен. Там же почав зніматися в невеликих кіноролях, грав у театрі.
Після повернення до Каунаса, Мільтініс організував тут власну театральну студію і пропагував основні принципи своїх вчителів — Шарля Дюллена і Жака Копа.
1937–1938 — навчався в Лондоні.
1938–1939 працював театральним критиком у журналі «Навая Ромува» в Каунасі.
Драматичний театр у Паневежисі заснований Мільтінісом 1940. Московська окупаційна влада дала дозвіл на те, щоб він став його художнім керівником. Головний корпус молодого театру складався з учнів студії Мільтініса.
15 лютого 1954 звільнений з посади директора театру з ідеологічних причин, і повернувся на цю посаду тільки 1959.
1954–1959 — актор і режисер дубляжу на Литовській кіностудії.
Мільтініс почав реалізовувати свої ідеї, які приніс із Парижаа. Застосовував нову концепцію театру і героя п'єси. Мільітніс пішов у відставку в 1980.
Юозас Мільтініс помер 13 липня 1994. Похований на цвинтарі по вул. Раміґалос в Паневежисі.

## Нагороди
- Командорський хрест ордена Великого князя Литовського Гядімінаса (1994)
- Кавалер ордена Мистецтв і літератури (1995, Франція) (посмертно)
- медалі
- Почесний громадянин Паневежиса (1980).

## Творчість

### Постановки в театрі
- 1941 — «Срібна долина»
- 1941, 1971 — «Вольпоне» Б. Джонсона
- 1941 — «Заповіт шахрая» Б. Джонсона
- 1943 — «Генріх IV» Л. Піранделло
- 1946 — «Ревізор» М. Гоголя
- 1947 — «Жорж Данден, або Обдурений чоловік» Мольєра
- 1949 — «Гроза проходить» Ю. Паукштяліса
- 1953 — «Спадкоємці Рабурдена» Еміль Золя
- 1954 — «Чайка»
- 1957, 1972 — «Гедда Ґаблер» Генріка Ібсена
- 1957, 1971 — «Севільський цирульник» Бомарше
- 1958 — «Смерть комівояжера» А. Міллера
- 1961 — «Макбет» Шекспіра
- 1966 — «Там за дверима» В. Борхерта
- 1966 — «Таємниця Адомаса Брунзі» Ю. Ґрушаса
- 1967 — «Любов, джаз і диявол» Ю. Ґрушаса
- 1969, 1978 — «Франк V» Ф. Дюрренматта
- 1973 — «Танець смерті» А. Стріндберґа
- 1974 — «Пій нерозумний» Ю. Ґрушаса
- 1977 — «Цар Едіп» Софокла
- 1979 — «Реквієм по черниці» В. Фолкнера і А. Камю
- 1980 — «Žibintą» де Мюссе.

### Фільмографія
- 1953 — Над Німаном світанок —  селянин Пранкус
- 1959 — Адам хоче бути людиною —  капітан
- 1962 — Кроки в ночі —  інженер Віркутіс
- 1966 — Ночі без нічлігу —  Іла
- 1968 — Коли я був маленьким —  сторож на конезаводі

#### Участь у фільмах
- 1966 — Там, за дверима (документальний)
- 1977 — Монологи (документальний)

## Пам'ять
- З 1995 Драматичний театр і 7-а середня школа Паневежиса носить ім'я Юозаса Мільтініса
- У 1996, в Паневежисі, в квартирі, де Юозас Мільтініс жив останні роки життя, заснований Центр дослідження його спадщини
- У 2007, в Паневежисі відкрито пам'ятник Юозасу Мільтінісу (скульптор Р. Мідвікіс)
- У 2007, до 100-річчя від дня народження режисера, випущена поштова марка із зображенням Юозаса Мільтініса (художник А. Раткевічіене)
- У 2007 вийшов документальний фільм «Добрий вечір, пане Мільтінісе» (режисер А. Мацюлявічус).

## Спадщина
У своєму театрі Мільтініс виховав багато відомих литовських акторів. Найбільш помітними з них є Донатас Баніоніс, Вацлав Бледіс, Ґедімінас Карка, Степас Космаускас, Евґенія Шульґайте, Казімерас Віткус, Реґіна Здановічуте.
Бібліотека Паневежиса зберігає бібліографічну спадщину Юозаса Мільтініса. 8 жовтня 2007 на центральній площі Паневежиса був відкритий пам'ятник Юозасу Мільтінісу.